# Amaurobius latebrosus
Amaurobius latebrosus là một loài nhện trong họ Amaurobiidae.
Loài này thuộc chi Amaurobius. Amaurobius latebrosus được Eugène Simon miêu tả năm 1874.